# The Assistants
The Assistants é uma série de televisão americana estrelada por Britt Irvin e Meaghan Rath que mostra o cotidiano de quatro assistentes das grandes estrelas de Hollywood, enquanto eles buscam a aprovação do chefe, Zach.

## Elenco
- Britt Irvin - Gilliam
- Meaghan Rath -	Rigby
- Christina Sicoli - Francesca
- Carrie Genzel - Leslie Valentine
- Zak Santiago - Zach
- Brandy Heidrick - Melanie
- Jocelyne Loewen - Hope
- Brendan Meyer - Barry Collins
- Melanie Papalia - Sandra
- Michael Strusievici - Wilton

## Dubladores conhecidos
- Gilliam - Samira Fernandes
- Neith - Thiago Longo